# Acanthocalycium

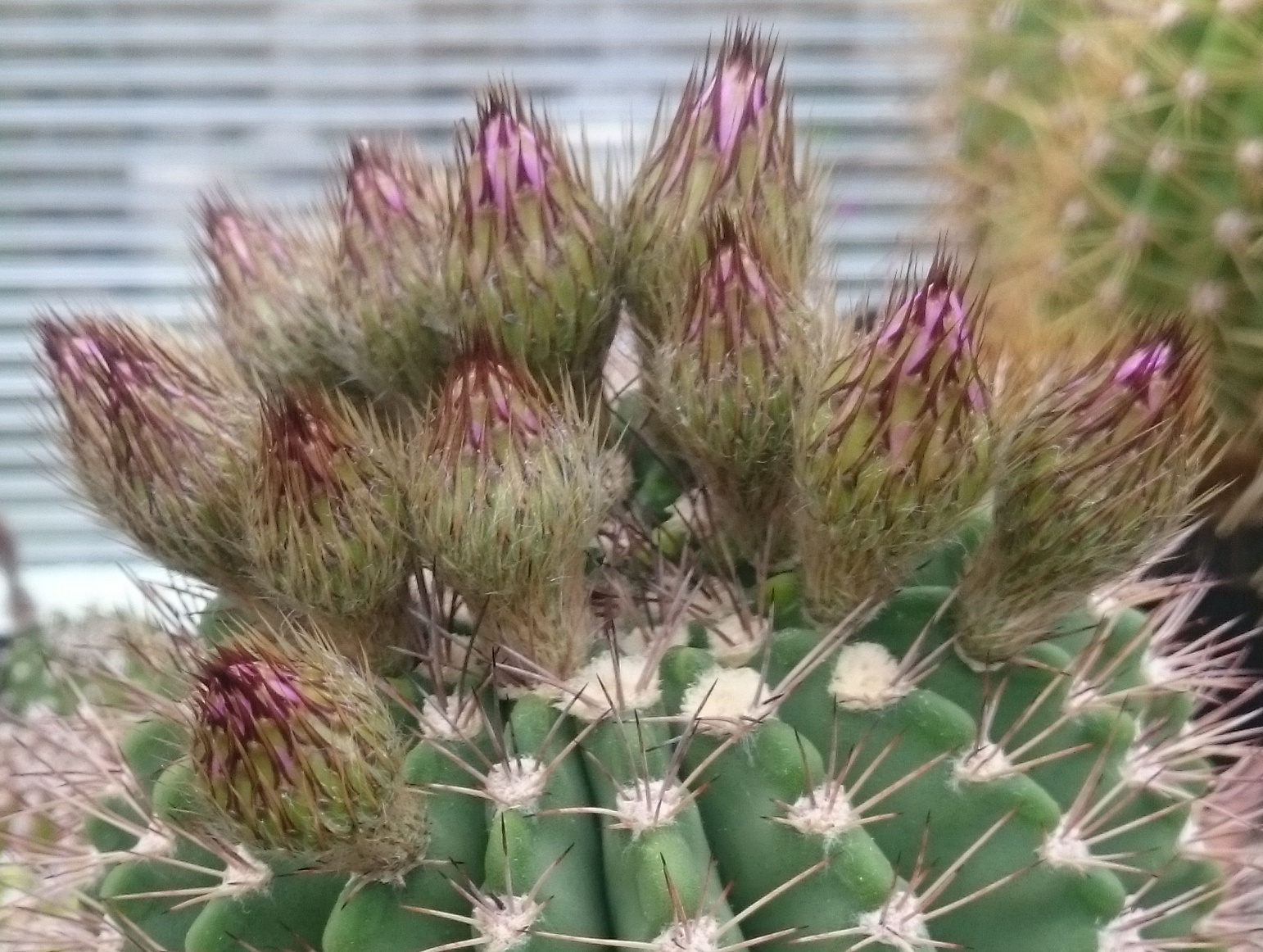
Knospen an Acanthocalycium spiniflorum mit den für die Gattung charakteristischen Schuppen, die in spitze Dornen übergehen

Acanthocalycium ist eine Pflanzengattung aus der Familie der Kakteengewächse (Cactaceae). Der botanische Name der Gattung leitet sich von den griechischen Worten akanthos für ‚Dorn‘ sowie kalyx für ‚Kelch‘ ab und verweist auf dornig zugespitzten Schuppen an der Blütenröhre und den Perianthsegmenten.

## Beschreibung
Acanthocalycien sind kugelige bis säulenförmige Stammsukkulenten von bis 60 cm Höhe und 20 cm Durchmesser. Die Pflanzen bleiben meist unverzweigt oder verzweigen gering aus den Basen. Die auf den bis zu 20 Rippen stehenden Areolen tragen viele, bis zu etwa 8 cm lange Dornen, die nur undeutlich in Rand und Mitteldornen gegliedert sind.
Die von scheitelnahen Areolen gebildeten, trichterförmigen Blüten tragen außen Schuppen, die in spitzen Dornen zulaufen. Dieses Merkmal ist typisch für die Gattung Acanthocalycium und kommt nur in dieser vor. Innen ist der den Fruchtknoten enthaltende Bereich der Blüte (Ovarium) mit einem Ring aus Haaren geschützt. Die Farbe der Blütenhüllblätter ist entweder gelb bis orange oder aber weiß bis rosa oder magenta.

## Systematik und Verbreitung
Die Arten der Gattung Acanthocalycium sind in Argentinien beheimatet.
Die Erstbeschreibung durch Curt Backeberg wurde 1936 veröffentlicht. Die Typusart der Gattung ist Acanthocalycium spiniflorum.

### Systematik nach N.Korotkova et al. (2021)
Die Gattung umfasst folgenden Arten:
- Acanthocalycium glaucum F.Ritter
- Acanthocalycium leucanthum (Gillies ex Salm-Dyck) Schlumpb.
- Acanthocalycium rhodotrichum (K.Schum.) Schlumpb.
  - Acanthocalycium rhodotrichum subsp. chacoanum (Schütz) Schlumpb.
  - Acanthocalycium rhodotrichum subsp. rhodotrichum
- Acanthocalycium spiniflorum (K.Schum.) Backeb.
- Acanthocalycium thionanthum (Speg.) Backeb.
  - Acanthocalycium thionanthum subsp. ferrarii (Rausch) Schlumpb.
  - Acanthocalycium thionanthum subsp. thionanthum

### Systematik nach E.F.Anderson/Eggli (2005)
Zur Gattung gehören die folgenden Arten:
- Acanthocalycium ferrarii Rausch ≡ Acanthocalycium thionanthum subsp. ferrarii (Rausch) Schlumpb.
- Acanthocalycium glaucum F.Ritter
- Acanthocalycium klimpelianum (Weidlich & Werderm.) Backeb. = Acanthocalycium spiniflorum (K.Schum.) Backeb.
- Acanthocalycium spiniflorum (K.Schum.) Backeb.
- Acanthocalycium thionanthum (Speg.) Backeb.

Ein Synonym für die Gattung ist Spinicalycium Frič (1935, nom. inval. ICBN-Artikel 36.1).